# Carlos López Moctezuma
Carlos López Moctezuma Pineda (1909-1980) va ser un actor del cinema mexicà de la Època d'Or del cinema mexicà conegut per interpretar vilans de la cinematografia mexicana.

## Biografia
Carlos López Moctezuma va néixer el 19 de novembre de 1909 a la Ciutat de Mèxic, fill del funcionari de Ferrocarrils Nacionals de Mèxic José López Moctezuma i de María Pineda, sent l'últim dels fills d'un total de 11. Els seus pares i germans majors eren originaris de San Luis Potosí. A causa de l'important lloc que exercia el seu pare, el seu primer treball el va trobar com a missatger de "Ferronales". Els seus estudis bàsics els va exercir en un col·legi marista, en el mateix lapse va efectuar estudis en administració, la qual cosa li permetria continuar laborant en institucions governamentals, i així aconseguir sufragar els seus pagaments a l'Escola de Teatre i actuació en Belles arts.

### Carrera
Deixeble de Virginia Fábregas i de Fernando Soler, va debutar en el Teatre Orientació en l'obra Antígona, aquí va ser on va conèixer a qui seria la companya de la seva vida, l'actriu Josefina Escobedo. Va ser ella qui va trepitjar per primera vegada els sets cinematogràfics en 1934; López Moctezuma ho faria un any després exercint un paper petit, dins de la pel·lícula Dos cadetes. El seu primer estel·lar el va aconseguir participant a Los millones de Chaflán començant el seu ascens dins dels repartiments de la pantalla de plata del cinema mexicà.
Conforme el seu estatus com a figura del cinema es consolidava, a l'una el feia el seu encasellament dins dels personatges de vilà, per la qual cosa la seva fama va créixer encara més. No obstant això, dins de la filmografia nacional existeixen cintes en les quals va executar interpretacions de personatges bons i fins i tot bonachones (en el cas de Campeón sin corona), però l'estigma de vilà del cinema mexicà difícilment l'abandonaria.
Carlos López Moctezuma no sempre va fer el paper de vilà cinematogràfic, a la seva pel·lícula Padre nuestro, fa de pare de família, amb Andrea Palma, Evita Muñoz "Chachita", i Irma Dorantes. La seva pel·lícula, La rebelión de los colgados, és una cinta de gran drama, amb la fotografia de Gabriel Figueroa, l'actuació de Pedro Armendáriz i Ariadna Welter, presenta a Carlos López Moctezuma com un gran vilà del cinema.
Les actuacions de López Moctezuma en diversos films nacionals li van obrir les portes a altres països on se li va requerir com a actor clau, un exemple són Viva María! (1965) pel·lícula francesa on va actuar amb Brigitte Bardot, el film nicaragüenc La perra, Barro humano de Luis César Amadori (Argentina), i El ojo de cristal a Espanya; la fancesa Les Orgueilleux d'Yves Allegret i Rafael E. Portas, 1953), al costat de Michèle Morgan i Gérard Philipe. Va guanyar diversos Premis Ariel
En el camp del teatre va actuar a obres com Luz de gas, Don Juan Tenorio, i Los zorros. Va dirigir la companyia teatral Esencia de Misterio i també va fer algunes telenovel·les i radionovel·les.

### Mort
López Moctezuma va començar a experimentar malestars a causa de complicacions digestives causades per una úlcera i a més a patir per llarg temps un emfisema pulmonar. Aquestes afeccions van començar a dificultar la seva residència en la capital, per la qual cosa va decidir radicar-se en Aguascalientes on moriria a conseqüència d'un infart agut al cor en 1980.

## Filmografia

### Cinema
- 1985 ¡Patakín! quiere decir ¡fábula! ... Nico (com Carlos Moctezuma)
- 1981 Como México no hay dos ... Don Antonio
- 1980 Perro callejero
- 1979 Amor a la mexicana
- 1979 Bloody Marlene ... Mike
- 1979 Tu vida contra mi vida
- 1979 El valiente vive... hasta que el cobarde quiere ... Salvador Tejeda
- 1978 Guerra de sexos
- 1978 Candelaria
- 1978 Son tus perjúmenes mujer
- 1978 Muerte a sangre fría
- 1978 Mataron a Camelia la Texana
- 1978 Cuchillo
- 1977 Nobleza ranchera
- 1976 Lo mejor de Teresa ... Orientador vocacional
- 1976 El buscabullas ... Doctor William Parker (com Carlos L. Moctezuma)
- 1976 La gran aventura del Zorro ... Don Francisco
- 1975 La loca de los milagros ... Don Valente
- 1975 Las fuerzas vivas
- 1975 Un camino al cielo ... Abuelo
- 1974 Los galleros de Jalisco
- 1974 Cabalgando a la luna ... Don José Maldonado (com Carlos L. Moctezuma)
- 1974 En busca de un muro ... Frank Lloyd Wright
- 1974 Los vampiros de Coyoacán ... Dr. Thomas (com Carlos López Moctezuma)
- 1974 Satanás de todos los horrores ... Manuel
- 1974 Las hijas de don Laureano
- 1974 El tigre de Santa Julia ... Sergio Martínez
- 1973 El hombre y la bestia ... Dr. Ramos
- 1973 Los hombres no lloran
- 1973 Duelo al atardecer
- 1973 El extraño caso de Rachel K ...(com Carlos Moctezuma)
- 1972 El ausente ... Alberto Landeros 'El Tigre'
- 1972 Sucedió en Jalisco ... Doctor López (com Carlos L. Moctezuma)
- 1970 Los problemas de mamá ... General Rodolfo Avelar
- 1969 El crepúsculo de un dios ... Conde De Molinero
- 1969 El aviso inoportuno ... Gerent tenda
- 1969 Las impuras
- 1969 Modisto de señoras ... Don Álvaro
- 1969 Lauro Puñales ... Don Damián Rodríguez
- 1969 La horripilante bestia humana ... Goyo
- 1968 México de noche ... Don Arturo
- 1968 Cinco en la cárcel ... Gómez
- 1968 Ambición sangrienta ... Lorenzo Mantilla
- 1968 Cuatro hombres marcados
- 1968 Lucio Vázquez ... Judencio Vázquez
- 1967 El centauro Pancho Villa ... Diego Fierro
- 1967 Arrullo de Dios ... Dimas
- 1967 Rocambole contra la secta del escorpión ... Inspector Ansaldo
- 1967 Un dorado de Pancho Villa ... Gonzalo de los Monteros
- 1967 Rocambole contra las mujeres arpías ... Inspector Ansaldo
- 1967 La perra ... Walter Johnson
- 1967 Si quiero
- 1966 Casa de mujeres ... Inspector Canales
- 1966 El temerario
- 1966 ¡Viva Benito Canales! ... Coronel Robles
- 1966 El espectro del estrangulador ... Inspector Villegas
- 1966 Falsificadores asesinos
- 1965 Llanto por Juan Indio
- 1965 Viva María! ... Rodríguez (como Carlos López Moctezuma)
- 1965 Santo contra El Estrangulador ... Inspector Villegas
- 1965 Las tapatías nunca pierden
- 1965 ¡Ay, Jalisco no te rajes! ... General Carvajal
- 1965 Los asesinos del karate ... Tío
- 1965 El pueblo fantasma ... Don Néstor Ramírez
- 1965 El último cartucho ... Don Francisco
- 1965 El texano ... Pedro, comisario
- 1964 La duquesa diabólica
- 1964 La sombra del mano negra
- 1964 Los novios de mis hijas ... General Avelar
- 1964 Duelo en el desierto
- 1964 El solitario ... Nacho García
- 1964 Museo del horror ... Prof. Abramov
- 1964 Preludio 11 ... Ravelo (com Carlos Moctezuma)
- 1964 Tres muchachas de Jalisco
- 1963 La máscara de jade ... Profesor Vélez
- 1963 Los bravos de California
- 1963 Tres palomas alborotadas ... Don Genovevo
- 1963 La maldición de la Llorona ... Juan
- 1963 En la vieja California
- 1963 La risa de la ciudad
- 1963 Alias El Alacrán ... Anastacio Chávez
- 1962 La actriz (sèrie de televisió)
- 1962 Pecado de juventud ... Teódulo del Valle
- 1962 El malvado Carabel ... Ginesta
- 1961 Carnaval en mi barrio ... Don Amado Caballero
- 1961 Bonitas las tapatías
- 1961 El padre Pistolas ... Luis Zúñiga
- 1961 Una pasión me domina ... Lic. Otilio Farías
- 1960 La sombra del Caudillo ... Diputado Emilio Olivier Fernández
- 1960 La cárcel de Cananea ... Don Juan
- 1960 La llorona... Don Gerardo Montes
- 1960 Simitrio ... Don Fermín
- 1960 La llamada de la muerte ... Bronco Joe; Richard Martin
- 1960 Cuando ¡Viva Villa..! es la muerte ... Fierro
- 1960 Pancho Villa y la Valentina ... Fierro
- 1960 La estrella vacía ... Don Federico Guillén
- 1960 El último mexicano
- 1959 Lágrimas de amor
- 1959 800 leguas por el Amazonas o (La jangada) ... Joao
- 1959 Qué noche aquella
- 1958 El caso de una adolescente ... don Miguel
- 1958 Ama a tu prójimo ... Julián Rosales
- 1958 Una golfa Don Emiliano
- 1958 Una cita de amor ... Don Mariano
- 1958 Mujer en condominio ... Don Carlos
- 1957 ¡Cielito lindo!
- 1957 Felicidad
- 1957 Las manzanas de Dorotea ... Gervasio, mayordomo
- 1957 Así era Pancho Villa ... Fierro
- 1956 Playa prohibida
- 1956 Locura pasional ... Alberto Morales
- 1956 El ojo de cristal ... Enrique
- 1955 El barro humano
- 1955 El asesino X ... Alcalde Harrison García
- 1955 Chilam Balam ... Chilam Balam
- 1954 La rebelión de los colgados ... Don Félix
- 1954 Un minuto de bondad ... Daniel Monterde
- 1954 Ofrenda
- 1954 Ley fuga
- 1954 Hijas casaderas
- 1954 Llévame en tus brazos ... Gregorio
- 1954 Retorno a la juventud ... Don Gonzalo
- 1953 Les orgueilleux ... Doctor
- 1953 Reportaje ... Jefe de policía
- 1953 Padre nuestro... El Papá
- 1953 Un divorcio ... Alberto Luna
- 1953 La mujer desnuda
- 1953 Ella, Lucifer y yo ... Lucifer / Productor
- 1953 Por el mismo camino
- 1952 El rebozo de Soledad ... David Acosta
- 1952 Cartas a Ufemia
- 1952 Carne de presidio ... Mayor Felipe García, el gusano
- 1952 Dos caras tiene el destino ... Sr. Salcedo
- 1952 La huella de unos labios ... César Villa
- 1951 Furia roja ... Don Miguel Navarro
- 1951 Sentenciado a muerte
- 1951 La estatua de carne ... Aurelio
- 1951 Peregrina ... Don Remigio
- 1951 Crimen y castigo ... Porfirio Marín
- 1951 María Montecristo ... Ávila
- 1951 Fierecilla ... Carlos
- 1951 ¡... Y murío por nosotros! ... Don Macabeo
- 1950 Rosauro Castro ... Don Antonio, presidente municipal
- 1950 Pata de palo ... Aurelio
- 1950 Inmaculada ... Jorge Villagran
- 1950 Quinto patio ... Don Enrique Monlery
- 1950 Sentencia ... General Gabriel Zendejas
- 1949 El rencor de la tierra
- 1949 Canta y no llores ... Enrique
- 1949 El abandonado ... Rodrigo Cervantes
- 1949 Tierra muerta
- 1949 Ángeles de arrabal ... Comandant Pepe Morán (com Carlos L. Moctezuma)
- 1949 Tres hombres malos
- 1949 Carta Brava
- 1949 Medianoche ... Sr. Carrasco
- 1949 Comisario en turno ... Manuelito
- 1949 Festín de buitres
- 1948 El gallero ... Román
- 1948 Las mañanitas
- 1948 Maclovia ... Sgt. Genovevo de la Garza
- 1948 Ave de paso
- 1948 A la sombra del puente
- 1948 Bajo el cielo de Sonora ... Prefecto Ramiro
- 1948 El último chinaco ... Tiburcio López
- 1948 Río Escondido ... Regino Sandoval - Cacique
- 1948 Los que volvieron ... Ibáñez
- 1947 Los cristeros ... El ruñido
- 1946 Una mujer de Oriente
- 1946 La reina del trópico ... Esteban Gómez (com Carlos L. Moctezuma)
- 1946 Campeón sin corona ... Sr. Rosas
- 1946 La culpable ... Ernesto
- 1945 Caminos de sangre ... Marcos Méndez
- 1945 Canaima ... Col. José Francisco Ardavin
- 1945 Capullito de alhelí
- 1944 Sota, caballo y rey ... Tirso Ramírez
- 1944 El mexicano
- 1944 El médico de las locas ... Fabrizio
- 1944 El pecado de una madre
- 1944 Toros, amor y gloria ... Andrés
- 1944 El herrero
- 1943 La hija del cielo
- 1943 Konga Roja
- 1943 El rayo del sur ... Hermenegildo Galeana
- 1943 Cristóbal Colón... Bobadilla (com Carlos L. Moctezuma)
- 1943 El padre Morelos
- 1943 El Peñón de las Ánimas ... Aci de María Ángela
- 1943 Lo que sólo el hombre puede sufrir
- 1942 ¡Así se quiere en Jalisco! ... Luis Alcántara
- 1942 Las tres viudas de papá
- 1942 Amanecer ranchero
- 1942 La venganza del Charro Negro
- 1942 Simón Bolívar ... General José Tomás Boves
- 1942 Papá se desenreda
- 1942 Del rancho a la capital ... Carlos Arteaga y Campobello
- 1942 El conde de Montecristo ... Barón Danglars
- 1941 El gendarme desconocido ... Matías Luis Riquelme
- 1941 El rápido de las 9.15 ... El Chulo
- 1941 Cuando los hijos se van ... José Rosales (com Carlos L. Moctezuma)
- 1940 El hipnotizador
- 1940 ¡Que viene mi marido!... Luis
- 1940 El fantasma de medianoche
- 1940 Los de abajo ... El Curro (Luis Cervantes) (com C. Lopez Moctezuma)
- 1940 Viviré otra vez ... Martí (como Carlos L. Moctezuma)
- 1940 Odio
- 1940 La locura de Don Juan
- 1939 En un burro tres baturros ... Alfredo
- 1939 El muerto murió ... Roberto Farfán
- 1939 El látigo ... Antonio
- 1939 Perfidia ... Armando, the Millionaire Backer
- 1939 La bestia negra ... Pepe González
- 1939 Luna criolla ... El de la Flor
- 1939 La casa del ogro (no acreditado)
- 1938 Perjura ... Mario
- 1938 Los millones de Chaflán ... Alberto de los Ríos
- 1938 La india bonita ... Joaquín
- 1938 Dos cadetes ... Arturo
- 1938 El látigo .... Antonio

### Televisió
- 1961 - La sospecha
- 1961 - Elena
- 1962 - La actriz
- 1968 - Cárcel de mujeres
- 1968 - Mi maestro